# Kielmeyera marauensis
Kielmeyera marauensis är en tvåhjärtbladig växtart som beskrevs av N. Saddi. Kielmeyera marauensis ingår i släktet Kielmeyera och familjen Calophyllaceae. Inga underarter finns listade i Catalogue of Life.